# Psychotria amplectans
Psychotria amplectans är en måreväxtart som beskrevs av George Bentham. Psychotria amplectans ingår i släktet Psychotria och familjen måreväxter. Inga underarter finns listade i Catalogue of Life.